# Lamontichthys maracaibero
Lamontichthys maracaibero ist eine Fischart aus der Familie der Harnischwelse (Loricariidae), die in sauerstoffreichen Bächen und Flüssen im Einzugsgebiet des venezolanischen Maracaibo-Sees vorkommt und in den Mittelläufen dieser Gewässer relativ häufig ist.

## Merkmale
Lamontichthys maracaibero wird maximal 21 cm lang und hat, wie fast alle anderen Harnischwelse, einen komplett mit Knochenplatten gepanzerten Körper, ein unterständiges Saugmaul und mit kleinen Zähnen besetzte Kiefer, mit denen er fähig ist, Aufwuchsnahrung abzuraspeln. 
Im Unterschied zu allen anderen Arten der Gattung Lamontichthys hat Lamontichthys maracaibero nur eine einzelne Knochenplatte zwischen der Bauchflossenbasis und dem Vorderrand des Anus. Bei allen anderen sind es zwei Knochenplatten. Lamontichthys maracaibero-Exemplare, die größer als 15 cm sind, besitzen einen Buckel zwischen Kopf und dem Beginn der Rückenflosse. Sie haben dadurch vor der Rückenflosse eine größere relative Körperhöhe als die anderen Lamontichthys-Arten (14–15,1 % der SL, vs. 11,5–13,5 %). Von L. filamentosus und L. llanero unterscheidet sich Lamontichthys maracaibero zusätzlich durch die ovale Form der Unterlippe, sie ist bei den beiden anderen Arten annähernd rund. Die Anzahl der lateroventralen Körperplatten ist bei L. maracaibero-Exemplaren, die kleiner sind als 5 cm, kleiner als bei L. llanero (5 oder 6 Platten, vs. 7 bis 10). Die Schnauze von L. maracaibero ist vorne vollständig gepanzert und seine Zähne haben kurze Spitzen. Bei L. avacanoeiro, L. parakana und L. stibaros haben die Zähne dagegen lange Spitzen und sie haben eine ungepanzerte Zone an der Schnauzenspitze. L. maracaibero-Exemplare, die größer als 10 cm sind, unterscheiden sich von L. avacanoeiro, L. parakana und L. stibaros außerdem durch ihren kürzeren Kopf (16,7–17,8 %, vs. 19,8–23 % der SL) und den kürzeren Unterkiefer (14,8–19,1 %, vs. 18,4–23,4 % der Kopflänge).
- Flossenformel: Dorsale II/7–8, Anale i/5, Pectorale I/7, Ventrale i/5, Caudale i/12/i.